# Rogatka (województwo lubelskie)
Rogatka – wieś w Polsce położona w województwie lubelskim, w powiecie chełmskim, w gminie Dubienka.
W latach 1975–1998 miejscowość administracyjnie należała do województwa chełmskiego. 
Wieś stanowi sołectwo gminy Dubienka. Według Narodowego Spisu Powszechnego (III 2011 r.) liczyła 305 mieszkańców i była drugą co do wielkości miejscowością gminy.
Wierni Kościoła rzymskokatolickiego należą do parafii Trójcy Przenajświętszej w Dubience.